# Margarita de la Pisa Carrión
Margarita de la Pisa Carrión, née le 19 septembre 1975 à Madrid, est une femme politique espagnole. Elle est membre du parti Vox.

## Biographie
Elle siège au Parlement européen depuis le 1er février 2020 dans le groupe des Conservateurs et réformistes européens (CRE). Elle est réélue en 2024.